# Movimento Popolare Cristiano
Il Movimento Popolare Cristiano (in spagnolo: Movimiento Popular Cristiano - MPC) è stato un partito politico boliviano esistito dal 1966 al 1979; era controllato dalla giunta militare.